# ETCS in der Schweiz
Dieser Artikel beschreibt die Einführung (Migration) und Anwendung des Zugsicherungssystems ETCS in der Schweiz. Die technische Funktion von ETCS sowie die politischen und wirtschaftlichen Notwendigkeiten zur Herausbildung dieses Standards beschreibt der Hauptartikel European Train Control System.
Die Grundsatzentscheidung zum Einsatz von ETCS bei den Schweizer Eisenbahnen wurde im Februar 1998 gefällt. Zu Grunde lagen
- die Ausrüstung der Neubaustrecke Mattstetten–Rothrist für 200 km/h,
- die wegen Überalterung notwendige Ablösung bestehender Zugsicherungssysteme und
- die Interoperabilität mit den EU-Nachbarländern

einschliesslich der damit verbundenen Kostensenkungen.
Am 24. März 2006 genehmigte der SBB-Verwaltungsrat das Konzept für die netzweite Umsetzung von ETCS. Dabei war geplant, ab 2016 das gesamte Normalspurnetz der Schweiz mit ETCS befahren zu können.

## Versuchs- und Neubaustrecken mit ETCS Level 2

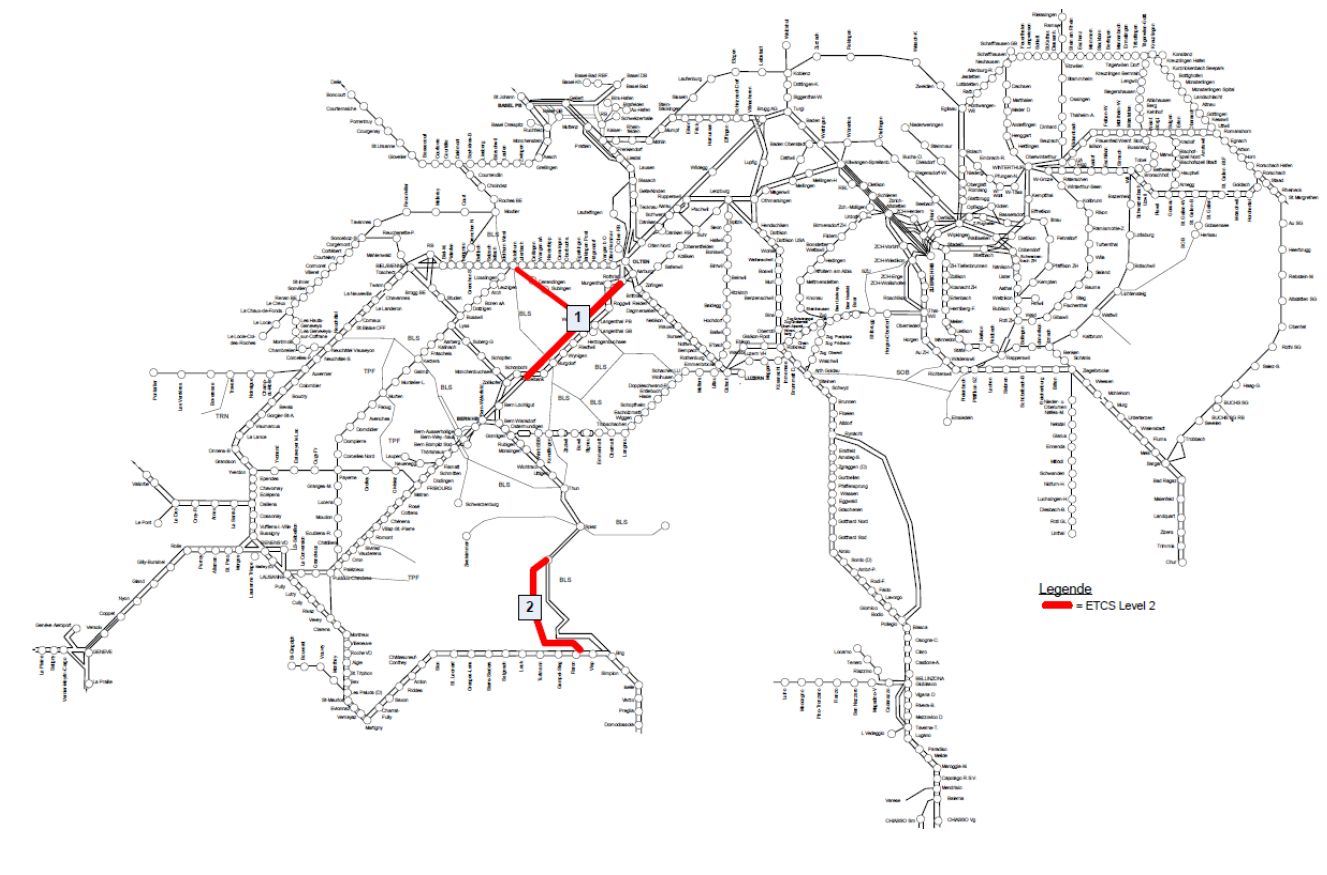
Folgende Neubaustrecken in der Schweiz sind seit 2007 mit ETCS Level 2 in Betrieb (Stand 2013):
1 Mattstetten–Rothrist mit Ausbaustre-
cke Solothurn–Wanzwil (Dez. 2004)
2 Lötschberg-Basistunnel (Dez. 2007)

In den 1990er Jahren entstand auch bei den Schweizerischen Bundesbahnen (SBB) der Wunsch, auf geplanten Neubaustrecken schneller als 160 km/h fahren zu können. Dazu musste aber ein System zur Führerstandssignalisierung eingeführt werden, da bei höheren Geschwindigkeiten eine zuverlässige und witterungsunabhängige Ablesung normaler Streckensignale nicht mehr gegeben ist. Die SBB hatten das noch in einer frühen Entwicklungsphase stehende ETCS in die Evaluation einbezogen. 

### Versuchsstrecke Zofingen–Sempach
Eine erste Anwendung war die sicherungstechnische Ausrüstung der Neubaustrecke Mattstetten–Rothrist. Vor einer endgültigen Entscheidung wollten die SBB selbst hinreichende Erfahrungen mit dem neuen Zugsicherungssystem sammeln. Im Juli 1998 wurde die Funkversorgung mit konventionellem GSM für den rund 40 km langen Pilotabschnitt Zofingen–Sempach mit European Train Control System Level 2 (ETCS L2) international ausgeschrieben und im Dezember 1998 vergeben.
Die vorgesehenen Zeitpläne, die im Sommer 2000 entsprechende Betriebsversuche mit nachfolgender Entscheidung vorsahen, konnten jedoch nicht eingehalten werden. Die Führerstandssoftware hatte sich als noch nicht betriebstauglich erwiesen. In der Nacht zum 17. April 2001 konnte, nachdem in rund 120 Versuchsfahrten zuvor etwa 450 Fehler aufgespürt worden waren, ein erster Grossversuch mit gedrängtem Fahrplan absolviert werden. In der Nacht zum 27. April 2002 ging auf diesem Abschnitt die erste kommerzielle Anwendung von ETCS L2 in den Regelbetrieb. In den ersten Betriebsmonaten erwies sich das System zwar als sicher, die Zuverlässigkeit und Verfügbarkeit wurden jedoch als noch nicht zufriedenstellend bewertet. Die Zahl der Störungen konnte in den Folgemonaten zurückgefahren werden.
In der Nacht zum 30. November 2003 wurde die ETCS-Ausrüstung ausser Betrieb genommen. An Stelle von ETCS trat eine in den Vormonaten errichtete konventionelle Signalisierung. Nachdem der zu Grunde liegende Entwurf der ETCS-Spezifikation veraltete, wurde das System dauerhaft ausser Betrieb genommen. Die Pilotanlage war nicht auf spätere ETCS-Versionen aufrüstbar.

### Neubaustrecke Mattstetten–Rothrist

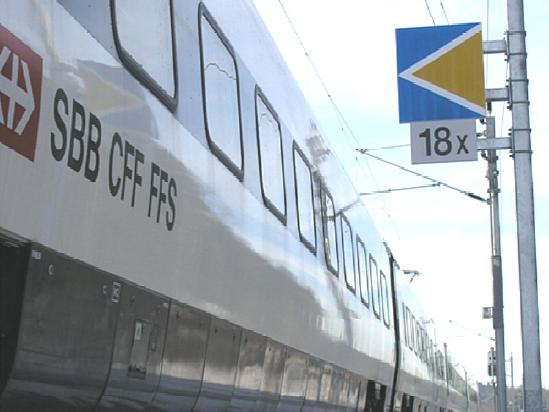
Von ETCS Level 2 geführter Intercity-Neigezug auf der Strecke Mattstetten–Rothrist

Die für Dezember 2004 auf der Neubaustrecke Mattstetten–Rothrist und der Ausbaustrecke Solothurn–Wanzwil geplante Inbetriebnahme von ETCS L2 im Regelbetrieb wurde vorerst als zu riskant eingestuft. Deshalb wurde für die zeitgerechte Inbetriebnahme eine provisorische konventionelle Signalisierung eingebaut. Am 2. Juli 2006 wurde ein nächtlicher Vorlaufbetrieb gestartet. Ab 21:30 Uhr verkehrten dabei die Züge mit bis zu 160 km/h mit ETCS. Im Zeitraum von Juli bis Oktober waren von 2300 Fahrten rund 250 nicht erfolgreich. Ein Viertel der Störungen hatte betriebliche Gründe wie Fehler bei der Fahrzeugdisposition. Ein weiteres Drittel wurde durch Verbindungsprobleme zwischen ETCS-Fahrzeugrechner (European Vital Computer, EVC) und ETCS-Streckenzentrale (Radio Block Centre, RBC) verursacht. Für weitere Verzögerungen sorgten Probleme mit der Wegmessung der Triebfahrzeuge. Die Anforderungen an die ETCS-Odometrie sind hoch, weil bei ETCS L2 nur wenige Balisen im Fahrweg installiert sind. Die wegen Schlupf und Schleudern fehlerhafte Wegerfassung über Radumdrehungen wurde deshalb mit Radar- und Beschleunigungssensoren ergänzt.
Am 18. März 2007 wurde die Strecke komplett auf ETCS L2 umgeschaltet. Seither verkehren bis zu 250 Personenzüge und 50 Güterzüge täglich mit ETCS-Steuerung mit minimalen Abständen von zwei Minuten im gemischten Verkehr (Güter- und Reisezüge). Es handelte sich dabei um den ersten Einsatz von ETCS L2 im regulären Betrieb. Zum Fahrplanwechsel im Dezember 2007 wurde die Höchstgeschwindigkeit von 160 auf 200 km/h angehoben. Nach anderen Angaben war die Höchstgeschwindigkeit bereits am 29. Juli 2007 angehoben worden; allerdings wurde dies zunächst nur bei Verspätungen genutzt.
Das Ziel der SBB, ETCS-bedingt weniger als eine Minute Verspätung pro Zug und Woche zu erreichen, galt im Frühjahr 2007 als voll erfüllt. Nach sechs Jahren Betrieb zogen Mitte 2013 die SBB ein positives Fazit. Sie waren mit der Zuverlässigkeit von ETCS zufrieden, obwohl die Anforderungen an Kapazität und Sicherheit sehr hoch sind. Rund 650 Fahrzeuge verschiedener Eisenbahnverkehrsunternehmen verfügten inzwischen über Zugang zu den ETCS-L2-Strecken. Zwei Auflagen in der Plangenehmigungsverfügung des Verkehrsdepartements (UVEK) verlangten, die Rückfallebene auf der Neubau- und der Ausbaustrecke spätestens zehn Jahre nach Betriebsaufnahme abzubauen. Die im November 2010 von der SBB-Konzernleitung genehmigten und für Ende 2013 und Anfang 2014 geplanten Rückbauarbeiten (7,4 Millionen Franken) wurden bis 2017 abgeschlossen. Dabei waren auch Optimierungen an ETCS vorgesehen.
Die Strecke wurde mit ETCS L2 vom bisherigen Stand SRS 2.2.2+ ausgehend so modernisiert, dass Triebfahrzeuge mit SRS 3.4.0 verkehren können, was bis zum Sommer 2017 abgeschlossen sein sollte.

### Lötschberg-Basistunnel

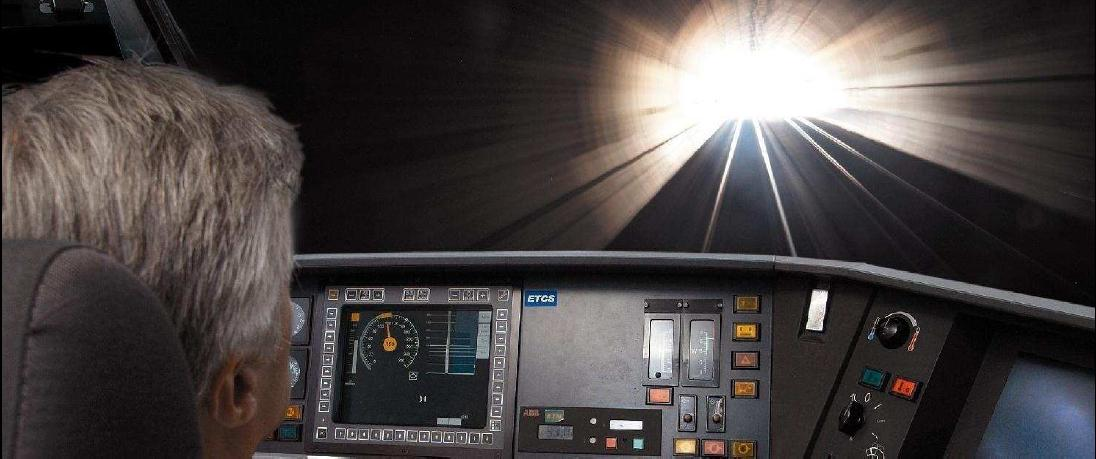
Der 2007 in Betrieb genommene Lötschberg-Basistunnel ist seit der Eröffnung mit ETCS Level 2 ausgerüstet.

Mit der Bahnreform änderte sich ab 1. Januar 1999 die Zuständigkeit für die Festlegung der zu verwendenden Zugbeeinflussungssysteme. Das neu zuständige Bundesamt für Verkehr (BAV) verfolgte aber weiterhin die Strategie, den EU-Standard ETCS auch in der Schweiz anzuwenden. Deshalb verpflichtete es die BLS, im Lötschberg-Basistunnel ebenfalls den Level 2 anzuwenden und nicht wie ursprünglich vorgesehen ETCS Level 1.
| \| \| 14,65 \| Nordportal \| 778 m ü. M. \| \| \| \| \| \| \| \| 15,76 \| Adelrain Spaltungsweiche \| 788 m ü. M. \| \| \| 29,28 \| Kulminationspunkt \| 828 m ü. M. \| \| \| 33,89 \| Kantonsgrenze Bern-Wallis \| Kantonsgrenze Bern-Wallis \| \| \| 35,22 \| Ferden Spaltungsweiche \| 767 m ü. M. \| \| \| \| \| \| \| \| \| \| \| \| \| 49,11 \| Südportal \| [20] \| |       |                           |                           |
| Tunnelanfang · Tunnelanfang | 14,65 | Nordportal                | 778 m ü. M.               |
| Strecke nach links (im Tunnel) · Abzweig geradeaus und von rechts (im Tunnel) |       |                           |                           |
| Überleitstelle / Spurwechsel (im Tunnel) | 15,76 | Adelrain Spaltungsweiche  | 788 m ü. M.               |
| Strecke (im Tunnel) | 29,28 | Kulminationspunkt         | 828 m ü. M.               |
| Grenze (im Tunnel) | 33,89 | Kantonsgrenze Bern-Wallis | Kantonsgrenze Bern-Wallis |
| Überleitstelle / Spurwechsel (im Tunnel) | 35,22 | Ferden Spaltungsweiche    | 767 m ü. M.               |
| Abzweig geradeaus und nach links (im Tunnel) · Strecke von rechts (im Tunnel) |       |                           |                           |
| Strecke (im Tunnel) · Strecke (im Tunnel) |       |                           |                           |
| Tunnelende · Tunnelende | 49,11 | Südportal                 | [ 20 ]                    |

Im Lötschberg-Basistunnel setzt die BLS AG ETCS L2 bereits seit der Eröffnung im Regelbetrieb ein. Für den Fall, dass ETCS L2 bei der Eröffnung nicht zur Verfügung gestanden hätte, war eine konventionelle „Notsignalisierung“ vorbereitet worden. Sie hätte jedoch eine geringere Leistungsfähigkeit von rund 40 Zügen pro Tag gehabt, u. a. wegen einer reduzierten Höchstgeschwindigkeit von 160 km/h. Aufgrund der positiven Erfahrungen mit ETCS L2 konnte auf die Inbetriebnahme der Notsignalisierung verzichtet werden.
ETCS L2 ermöglicht im Lötschberg-Basistunnel eine Höchstgeschwindigkeit von 250 km/h. Obwohl im fahrplanmässigen Verkehr diese Geschwindigkeit nicht ausgefahren wird, ist die Betriebsführung anspruchsvoll, da zwei Drittel des Tunnels nur einspurig sind. Falls ein Zug wegen einer Entgleisung oder eines Brandes die Fahrtrichtung wechseln muss, steht der ETCS-Modus Reversing (RV) zur Verfügung. Er erlaubt, ohne dass der Triebfahrzeugführer den Führerstand wechseln muss, eine vom System überwachte Rückwärtsfahrt. Der Betriebsmodus RV wurde später in die ETCS-Spezifikation aufgenommen.
Am 16. Oktober 2007 ereignete sich auf der neuen Lötschberg-Basisstrecke nahe Frutigen ein mit ETCS zusammenhängender Unfall, der nur Sachschaden zur Folge hatte. Ursache für die Entgleisung waren Softwarefehler in der ETCS-Streckenzentrale. Ein während des Übergangs von der konventionellen Zugsicherung (Level 0) zu ETCS L2 von der Streckenzentrale gegebener Haltebefehl wurde nicht an die Lokomotive Re 465 übermittelt und das Ausbleiben der Bestätigung nicht erkannt. Das Ereignis hat in der Fachwelt vorübergehend Besorgnis über die Betriebssicherheit des komplexen ETCS-Systems hervorgerufen.

## Migration

### Entwicklung von ETCS Level 1 Limited Supervision
Ende 1994 begannen die SBB mit einer Planungsstudie zur Einführung einer Führerstandssignalisierung, die für Fahrten über 160 km/h auf den Neu- und Ausbaustrecken der Bahn 2000 und des Alptransits zwingend erforderlich war. Ein im Frühjahr 1996 vorgelegter Untersuchungsbericht bestätigt die Notwendigkeit der Führerstandssignalisierung vorab für Hochgeschwindigkeitsstrecken, schlug aber gleichzeitig vor, das System derart zu konzipieren, dass es zu gegebener Zeit schrittweise auf dem gesamten SBB-Netz eingesetzt werden könnte. Wenn immer möglich sollte die Chance genutzt werden, ein interoperables europäisches System zu beschaffen. Angesichts erheblicher technischer und zeitlicher Risiken richteten die SBB daraufhin eine Projektorganisation ein. Um die Führerstandssignalisierung so bald wie möglich zu erproben, wurde die Strecke Zofingen–Sempach ausgewählt, wo ohnehin die meisten Stellwerke zur Erneuerung anstanden und fast alle darauf verkehrenden Fahrzeuge zwischen Basel und Luzern pendelten.
Eine direkte Umstellung von Integra-Signum auf ETCS L2 hätte sehr hohe Kosten für die Ablösung aller bisherigen Stellwerke sowie einen langen zeitlichen Ablauf aufgrund der Komplexität verursacht. Da bei ETCS L1 die Kommunikation des Triebfahrzeuges mit der Streckeninfrastruktur über gleisgebundene Einrichtungen wie Balisen erfolgt, sind die Anforderungen an die gesicherte Funkverbindung, eine ETCS-Streckenzentrale und die Stellwerkstechnik geringer als bei L2. Die Umrüstung auf ETCS Level 1 Full Supervision (ETCS L1 FS) kann bei stark belasteten Strecken die Kapazität reduzieren. Daneben ist eine hohe Investition in die streckenseitige Ausrüstung notwendig, wie das bei den spanischen Hochgeschwindigkeitsstrecken bekannt wurde.
Bereits 1996 schrieben die SBB die Migration von ZUB auf ein ETCS-System mit Eurobalisen und Euroloop aus. 1997 liefen Vorbereitungen für eine Erprobung auf der Strecke Walenstadt–Landquart, mit 28 Signalen und sechs Fahrzeugen. Soweit keine unvorhergesehenen Schwierigkeiten eintraten, sollte anschließend die gesamte Fahrzeugflotte ausgerüstet werden. Anschließend sollten keine Signum-Gleismagnete mehr neu eingebaut werden.
Die SBB strebten eine vereinfachte Ausführung an, die im Wesentlichen die Funktionen von klassischen Zugbeeinflussungssystemen übernimmt. Die Aufnahme des LS-Modus in die ETCS-Systemspezifikation (System Requirements Specification, SRS) wurde 2002 mit dem Change Request (CR) 637 bei der Europäischen Eisenbahnagentur (ERA) beantragt.
Damit ETCS auf dem gesamten Schweizer Normalspurnetz nach einheitlichen Grundsätzen eingeführt und betrieben wird, beauftragte das BAV im Jahr 2005 die SBB als grössten Erfahrungsträger mit der Systemführerschaft.
Nach längerem Widerstand auf europäischer Ebene zeichnete sich im Rahmen der sogenannten ETCS Baseline 3 mit Limited Supervision eine Lösung ab, die eine Ablösung von Integra-Signum innerhalb der Übergangszeit ermöglichen würde. Dank der sogenannten Mini-LEU von Siemens, die die Begriffe der Signale an die Balise überträgt, ist eine aufwandsarme und kostengünstige Anbindung der Signale möglich.
In einem Pilotversuch von September 2009 bis Februar 2010 in Burgdorf wurde der Nachweis erbracht, dass die Ansprüche der SBB erfüllt werden können. Dazu wurden weltweit erstmals 30 Signale mit ETCS L1 LS ausgerüstet und in einem Triebwagen RBe 540 behelfsmässig ein ETCS-Fahrzeuggerät installiert.
Die Entwicklung von ETCS L1 LS erfolgte in Zusammenarbeit mit der Deutschen Bahn, die ähnliche Migrationsprobleme bei der Netzumstellung nach ETCS hat und einen Teil des Güterverkehrskorridors 1 (Rotterdam–) Emmerich–Basel (–Genua) damit ausrüsten will.
Nach diesen technischen und politischen Entwicklungen haben die SBB 2011 bekanntgegeben, dass bis Ende 2017 die bestehenden Zugsicherungssysteme Integra-Signum und ZUB auf dem Schweizer Schienennetz durch ETCS Level 1 Limited Supervision (ETCS L1 LS) ergänzt werden.
Mit ETCS L1 LS trägt – wie schon bisher mit Integra-Signum und ZUB – der Triebfahrzeugführer die Sicherheitsverantwortung. Er wird jedoch von dieser Zugbeeinflussung im Hintergrund überwacht. Weil ETCS L1 LS erst mit der Baseline 3 eingeführt wurde, kann eine ETCS-Fahrzeugausrüstung auf der Basis der SRS 2.x.x die ETCS-L1-LS-Anwendung noch nicht unterstützen. Solche Fahrzeuge benötigen eine Integra-Signum- und ZUB Ausrüstung mit einem „Rucksack“ oder ZUB 262ct, welche die ETCS Telegramme liest und die Informationen an die Integra-Signum- und ZUB-Fahrzeugeräte weiterleitet.
Erste Fahrzeuggeräte nach Baseline 3 sollten im Laufe des Jahres 2017 zur Verfügung stehen. Das Bundesamt für Verkehr hoffte, zum Fahrplanwechsel im Dezember 2017 erste Betriebsbewilligungen erteilen zu können.
Siehe auch: Abschnitt Modus Limited Supervision im Artikel European Train Control System

### Migrationstrategie

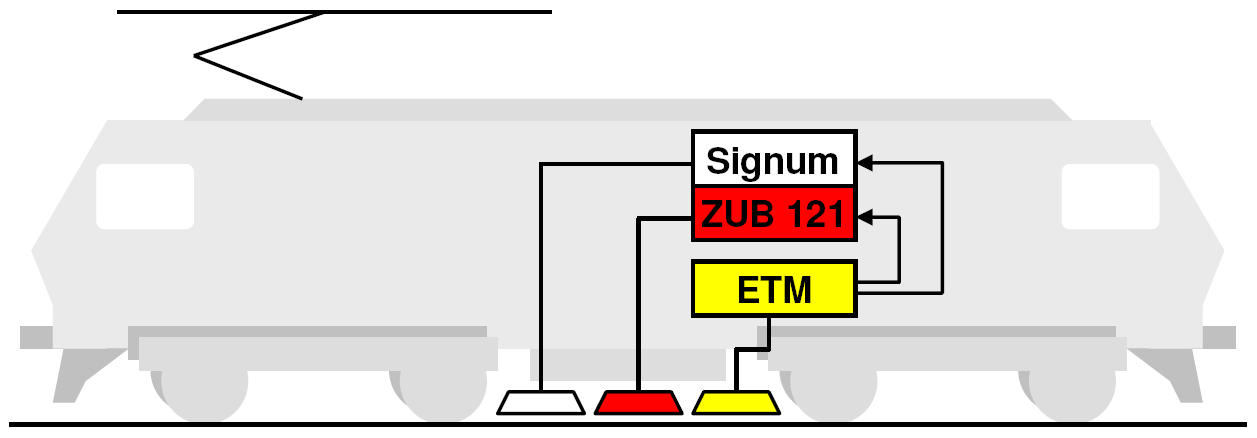
1. Migrationsschritt: Ausrüstung der Fahrzeuge mit ETM, auch „Rucksack“ genannt, welcher die ETCS-Telegramme

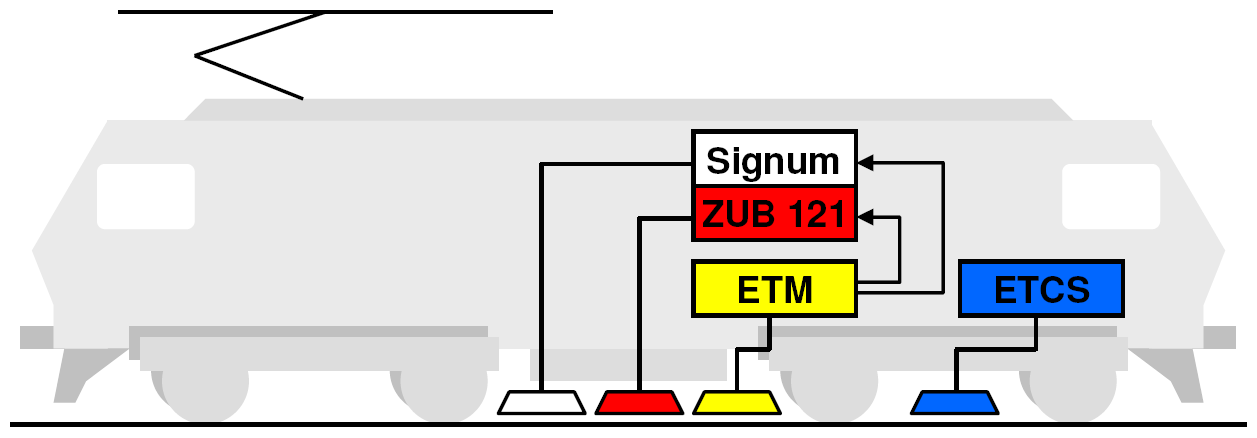
Seit 2014 müssen neu beschaffte Fahrzeuge mit ETCS ausgerüstet oder dafür vorbereitet sein.

Das BAV legte im Dezember 2000 die Strategie für die Migration zu ETCS fest, die folgende Ziele verfolgt:
- Mit einem flächendeckenden Ersatz der veralteten Integra-Signum- und ZUB-Zugsicherungen durch ETCS L1 LS ist nur noch eine Zugbeeinflussungsausrüstung erforderlich statt wie vorher vier (Integra-Signum, ZUB, ETM und ETCS).
- Die Umstellung auf ETCS L2 soll längerfristig erfolgen, weil sie überwiegend mit dem Ersatz der noch weit verbreiteten Relaisstellwerke verbunden wird. Mit dem Einsatz von ETCS L1 LS wird bei bestehenden und mit Aussensignalen ausgestatteten Strecken – im Gegensatz zu ETCS L2 – ein vorzeitiger Ersatz der Stellwerke vermieden.[27] Dazu müssen aber genügend mit ETCS ausgerüstete Fahrzeuge zur Verfügung stehen.
- Gewährleistung der Interoperabilität des Normalspurnetzes mit den Nachbarländern der Europäischen Union.[31]
- Bestehende Risiken der Überfahrung von Sperrsignalen sollten durch den vermehrten Einsatz von zusätzlichen Eurobalisen für Geschwindigkeitsüberwachungen gesenkt werden.[27]

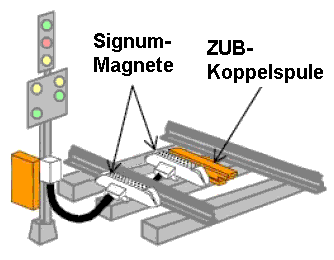
2. Migrationsschritt: Ersatz der Integra-Signum-Magnete und ZUB-Koppelspulen durch…

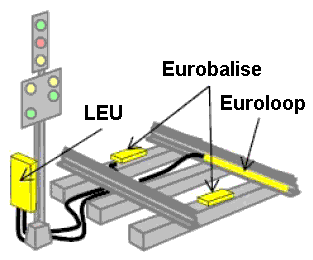
… Eurobalisen und Euroloops, die zur Übertragung von Euro-Signum und Euro-ZUB dienen.

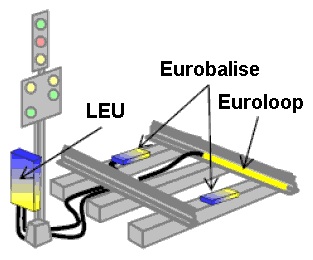
Zusätzlich zu ETCS L1 LS werden weiterhin Euro-Signum- und -ZUB-Informationen übertragen.

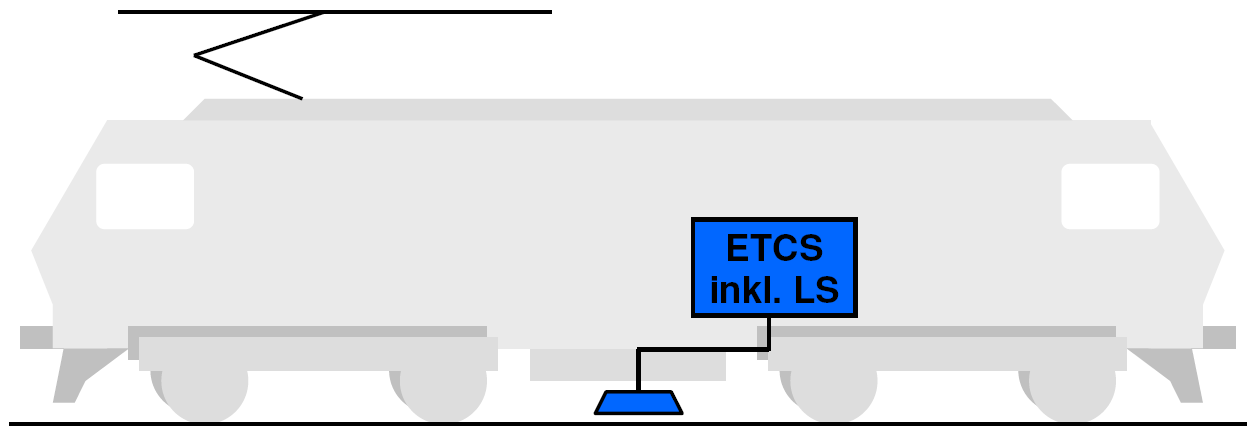
Weil spätestens ab 2017 die Balisen ETCS-konforme Informationen übermitteln, können ab diesem Zeitpunkt Fahrzeuge, die nur mit ETCS ausgerüstet sind, freizügig in der Schweiz verkehren.

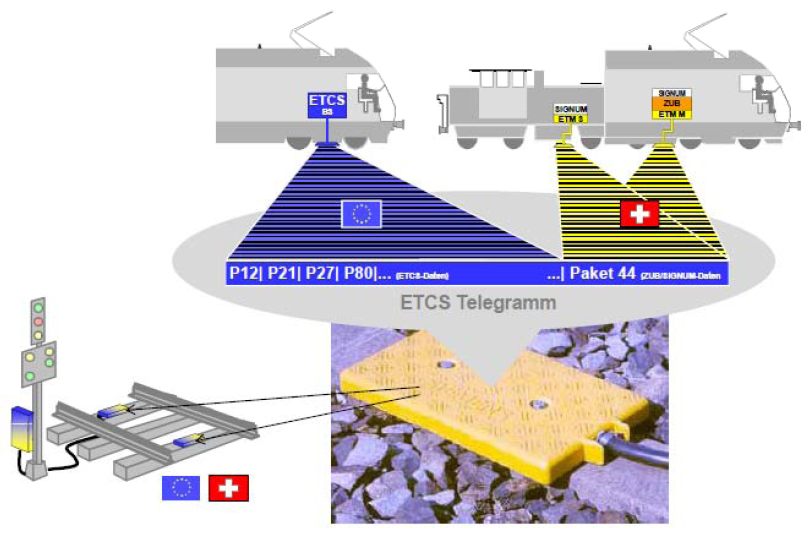
Auf Streckenabschnitten ohne ETCS Level 2 können ab 2017 sowohl Fahrzeuge, die nur mit Integra-Signum und ZUB ausgerüstet sind, als solche mit ETCS only verkehren.

Die Informations-Übertragungselemente des bisherigen Zugsicherungssystems Integra-Signum mussten seit 2003 und die von ZUB seit 2008 durch Komponenten aus dem ETCS-Baukasten ersetzt werden. Die Eurobalisen strahlen im für nationale Anwendungen reservierten Anhang der Datentelegramme (Paket 44) die Integra-Signum- und ZUB-Informationen ab. Seit Juli 2014 muss jedes neue Fahrzeug mit ETCS ausgerüstet werden oder auf eine spätere Ausrüstung vorbereitet sein.
Damit die angestrebte Migration technisch und betrieblich umgesetzt werden konnte, erfolgte sie in mehreren Etappen:
- Bis 2005 wurden sämtliche Streckentriebfahrzeuge und Steuerwagen mit Eurobalise Transmission Module (ETM), umgangssprachlich auch „Rucksack“ genannt, ausgestattet. Für Rangierlokomotiven, Baudienstfahrzeuge und historische Lokomotiven stand ein vereinfachtes ETM-S zur Verfügung. Das ETM leitet die von den Eurobalisen empfangenen Informationen an die Integra-Signum- und ZUB-Fahrzeuggeräte weiter.
- Bis 2017 wurden die Integra-Signum-Magnete sowie die Gleiskoppelspulen und Linienleiter der ZUB durch Eurobalisen bzw. Euroloops ersetzt. Dieses System wurde Euro-Signum bzw. Euro-ZUB genannt. Zum Empfang der Euro-Signum- und Euro-ZUB-Daten mussten sämtliche Triebfahrzeuge mit ETM, mit ZUB 262ct oder ETCS-Bordausrüstung mit entsprechendem NTC-Modul (Software) ausgerüstet werden.
- Ebenfalls bis 2017 wurde der Modus ETCS L1 LS bei der Streckenausrüstung eingeführt. Die Balisen und Loops übertragen dann zusätzlich zu den nationalen Euro-Signum und Euro-ZUB-Signalbefehlen die entsprechenden ETCS-Informationen. Seitdem dieser Schritt und die durchgehende GSM-R-Ausrüstung im Dezember 2017 vollzogen war, können ETCS-Fahrzeuge (ETCS only) ohne die ehemaligen speziellen nationalen Sicherheitseinrichtungen das Schweizer Netz befahren.[33] Ab diesem Zeitpunkt kann bei ETCS-Triebfahrzeugen auf ETM bzw. ZUB 262ct verzichtet und dieses entfernt werden.[28]

### Einführung von ETCS Level 1 Limited Supervision

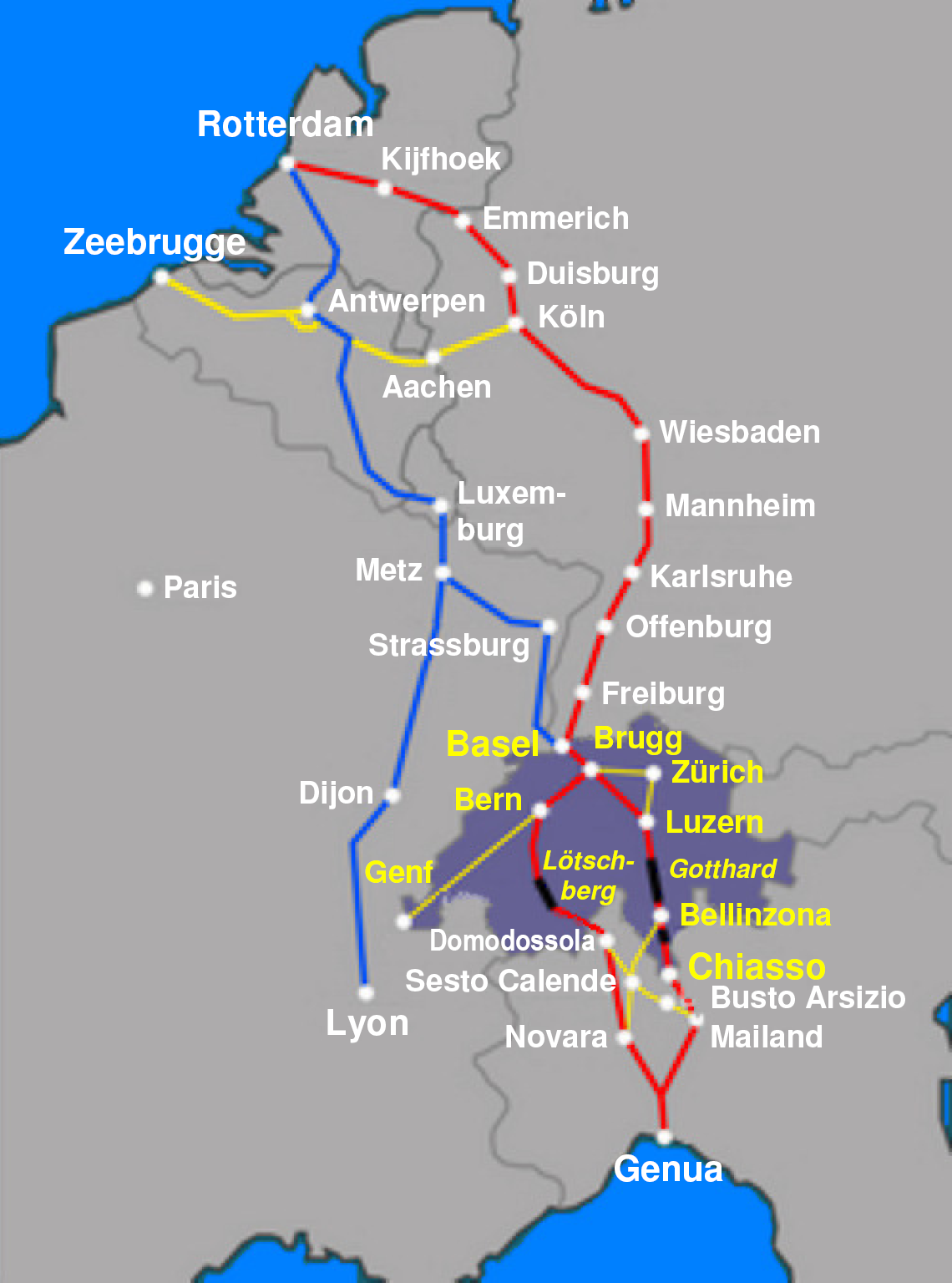
Güterverkehrskorridore 1 und 2.

Die Verkehrsminister der Niederlande, Deutschlands, der Schweiz und Italiens haben 2009 in einer gemeinsamen Erklärung die Umsetzung von ETCS auf dem europäischen Güterverkehrskorridor 1 beschlossen. Dabei wurde vereinbart, dass auf den Nord-Süd-Achsen durch die Schweiz zum Fahrplanwechsel im Dezember 2015 ETCS in Betrieb genommen werden sollte. Das restliche Normalspurnetz sollte danach bis zum Fahrplanwechsel 2017 auf ETCS umgestellt werden.
Im Rahmen einer Zeremonie der SBB und ihren Auftragnehmern wurde 2012 in Airolo die erste Eurobalise gelegt. Auf diesem ersten Streckenabschnitt wurden 2013 mit Schattenfahrten letzte Nachweise erbracht, die für eine Betriebsbewilligung von ETCS L1 LS erforderlich waren. Seitdem wurden im Tessin beginnend die Bahnstrecken auf ETCS L1 LS sowie Euro-Signum und Euro-ZUB umgerüstet.
Die BLS hat von Oktober 2012 bis Anfang 2013 die Dienststation Blausee-Mitholz und den Abschnitt Spiez–Frutigen mit ETCS L1 LS ausgestattet. Dort wurde u. a. mit Schattenfahrten in Steigungen von 27 ‰ die Zuverlässigkeit der Wegmessung überprüft.
Zum Fahrplanwechsel 2017 war die Umrüstung des schweizerischen Normalspurnetzes auf ETCS L1 LS weitgehend abgeschlossen. Noch nicht bereit waren ein Großteil der Verbindungen zu den Nachbarländern. Die Inbetriebnahme der fehlenden Abschnitte war im Laufe des Jahres 2018 geplant.

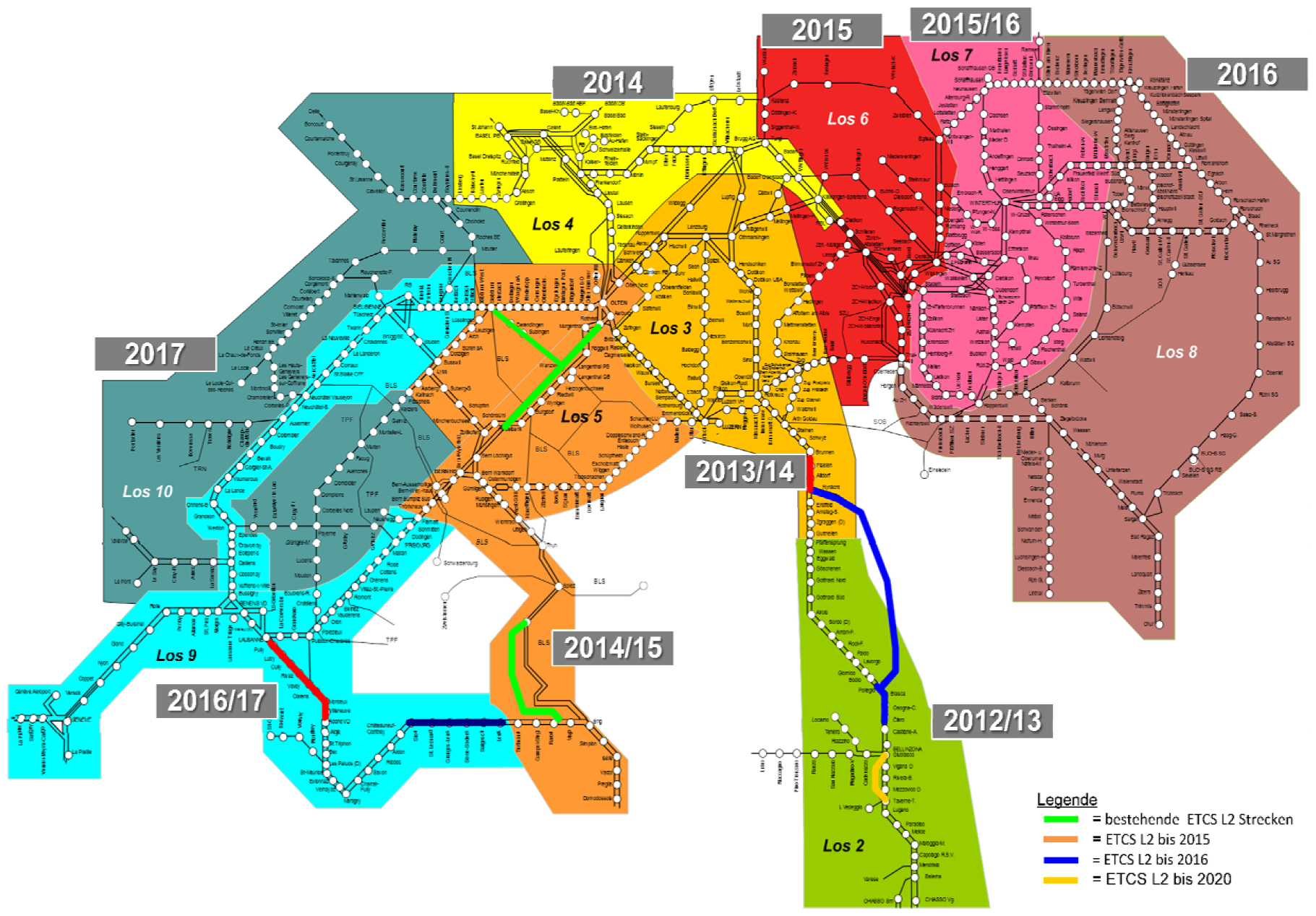
Umstellung des Schweizer Schienennetzes auf ETCS L1 Limited Supervision
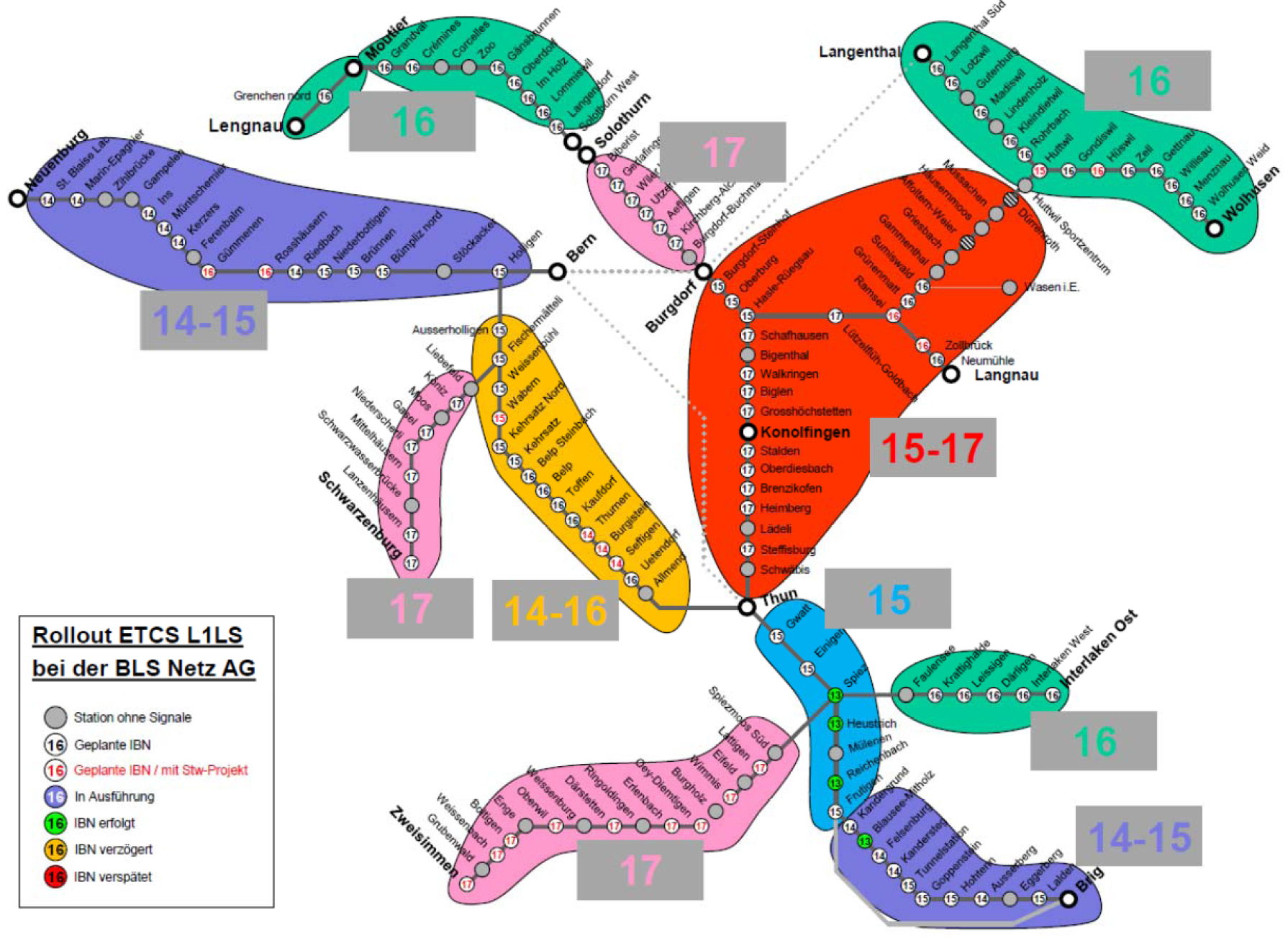
Zeitplan der Umstellung des BLS-Netzes auf ETCS L1 LS
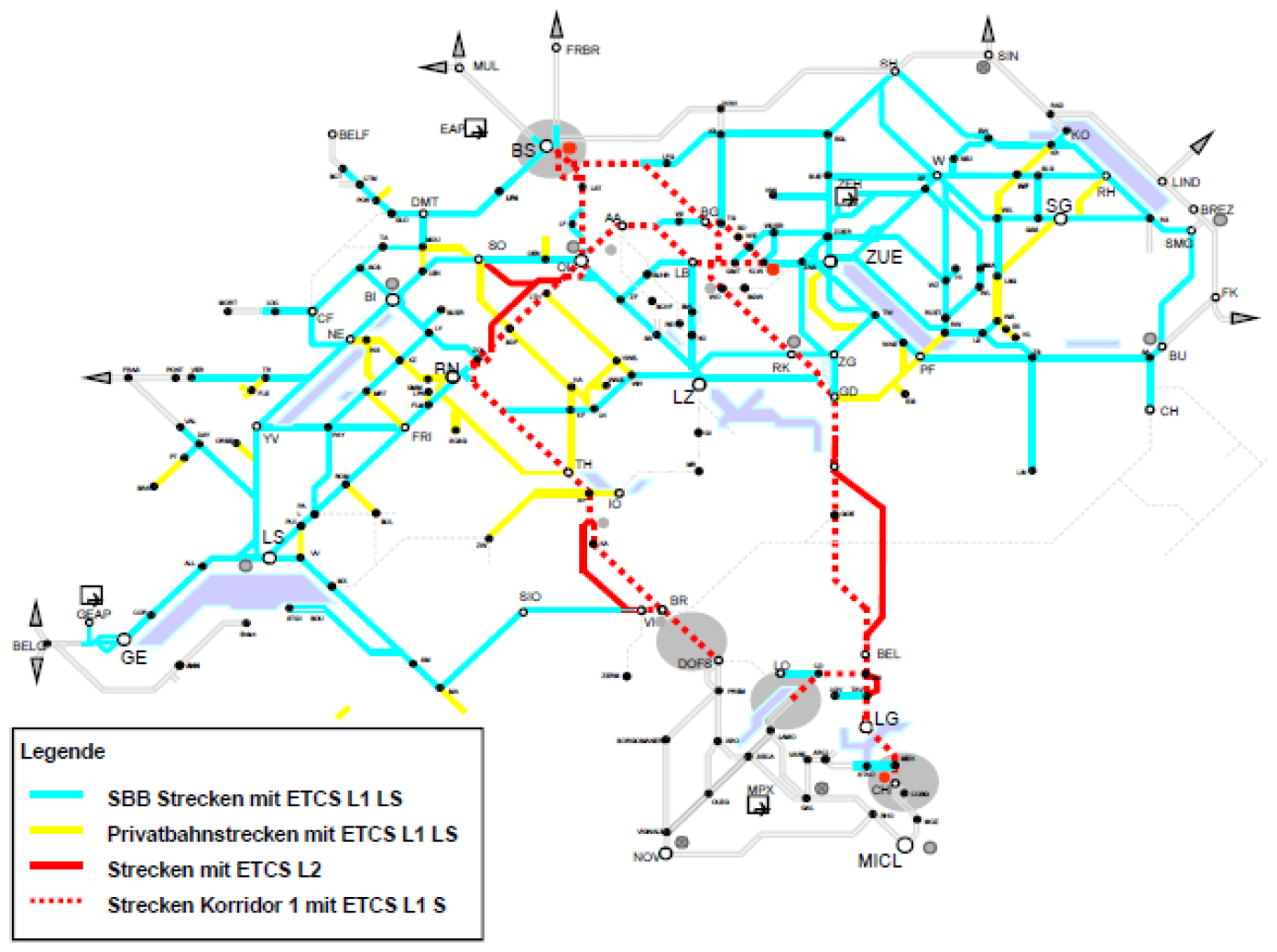
Auf dem Schweizer Schienennetz steht seit 2017 ETCS zur Verfügung.
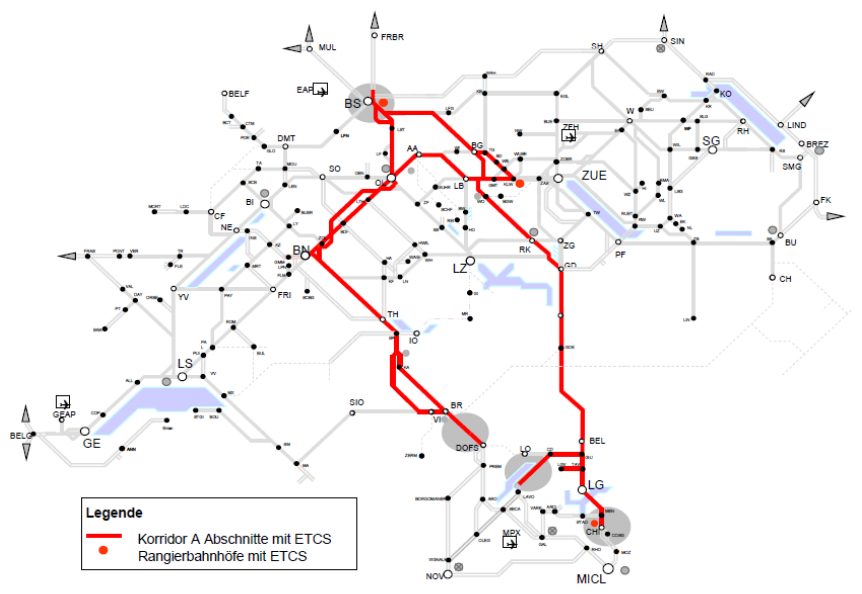
Auf der Gotthardlinie und der Lötschberg–Simplon-Achse wurde ETCS bereits 2015 in Betrieb genommen.

### Einheitliche Fehleroffenbarung

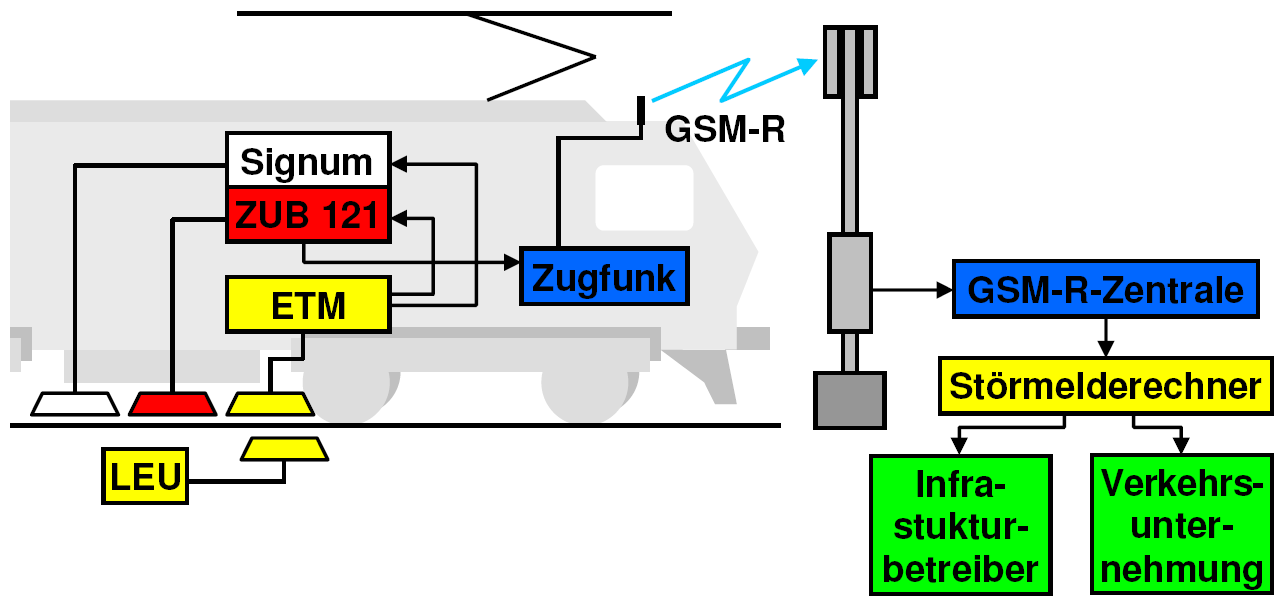
Wenn das Fahrzeuggerät der Zugbeeinflussung einen Fehler erkennt, erfolgt über Zugfunk automatisch eine Meldung an ein zentrales Störungsverwaltungssystem.

Mit der Migration zu ETCS L1 LS sollen nun die technisch zur Verfügung stehenden Möglichkeiten für eine automatische Fehleroffenbarung genutzt werden. Mit ETCS L1 LS wird streckenseitig kein fehlersicheres System (SIL 4) ähnlich PTC verlangt. Eine Störung oder ein Ausfall der Streckenausrüstung muss daher nicht zur Bremsung eines Zuges führen. Eine Weiterfahrt ist zulässig, wenn Fehler der Zugbeeinflussung so rasch erkannt und behoben werden, dass trotzdem ein sicherer Eisenbahnbetrieb gewährleistet wird.
Das BAV strebt an, dass alle durch die Fahrzeugausrüstung erkennbaren streckenseitigen Fehler automatisch an ein zentrales System zur Störungsverwaltung übertragen und von diesem an die betroffene Infrastrukturbetreiberin weitergeleitet werden. Unabhängig, ob auf einem Fahrzeug Euro-Signum, Euro-ZUB oder ETCS zum Einsatz kommt, soll das Verhalten des Fehleroffenbarungssystems möglichst identisch sein.
Erkennt die Zugbeeinflussung einen Fehler, sendet sie über den GSM-R-Zugfunk eine Meldung an ein zentrales System zur Störungsverwaltung. Dieses verarbeitet eingehende Fehlermeldungen und informiert automatisch den betroffenen Infrastrukturbetreiber oder das Eisenbahnverkehrsunternehmen.
Für Fahrzeugausrüstungen ETCS only bestand 2012 noch keine Lösung der Übertragung von Störungsmeldungen. 2014 wurden in den Ausführungsbestimmungen zur Eisenbahnverordnung (AB-EBV) die gesetzlichen Voraussetzungen für eine automatische Übermittlung von Fehlern geschaffen.

### Erhöhung des Sicherheitsstandards
Ein wesentlicher Teil der Signale war 2012 einzig mit Integra-Signum gesichert. Bei ungenügender Bremsung nach einem geschlossenen Vorsignal oder bei Wiederanfahrt gegen ein Halt zeigendes Hauptsignal konnte bisher eine Zugskollision durch Integra-Signum oder Euro-Signum nicht zwingend verhindert werden. Es gab aber 2012 auch noch Haupt- und Vorsignale ohne jegliche Zugbeeinflussungsausrüstung. Sie befanden sich in Rangierbahnhöfen und an Stellen mit Geschwindigkeiten von weniger als 40 km/h.

#### Gefahrenabschätzung und Wirkungen verschiedener Zugbeeinflussungssysteme
| Gefahr                                                        | Eintrittswahrscheinlichkeit | Risiko    | Euro-Signum | Euro-ZUB  | ETCS L1 LS mit Halt/Warnung-Funktion | ETCS L1 mit Geschwindigkeitsüberwachung |
| ------------------------------------------------------------- | --------------------------- | --------- | ----------- | --------- | ------------------------------------ | --------------------------------------- |
| Nichteinhalten einer Geschwindigkeitseinschränkung            | mittel                      | hoch      | teilweise   | ja        | teilweise                            | ja                                      |
| Nichteinhalten eines Halteortes                               | klein bis mittel            | hoch      | teilweise   | ja        | teilweise                            | ja                                      |
| Überschreiten der Streckengeschwindigkeit                     | klein                       | mittel    | nein        | teilweise | nein                                 | ja, ausgenommen Spezialfälle            |
| Frühzeitiges Beschleunigen nach Geschwindigkeitseinschränkung | mittel                      | mittel    | nein        | teilweise | nein                                 | ja, ausgenommen Spezialfälle            |
| Vorzeitiges Abfahren bei Halt zeigendem Signal                | gross                       | sehr hoch | nein        | teilweise | nein                                 | teilweise                               |

1. 1 2  Warnung muss nur quittiert werden, die Bremskurve wird nicht überwacht.
2. 1 2  Die Schnellbremsung erfolgt erst beim Signal, der Durchrutschweg reicht nicht aus.
3. ↑  Eine punktuelle Geschwindigkeitsüberwachung ist möglich, aber sehr aufwendig. Sie erfolgt nur in Einzelfällen, z. B. bei Kurven nach Tunnelausfahrten.
4. ↑  Die Anzahl der Überwachungsbereiche ist begrenzt. Nachher kann nur noch die Höchstgeschwindigkeit des Zuges überwacht werden.
5. 1 2  Kleine Kompromisse bei fehlenden Fahrweginformationen, z. B. bei Gleisharfen.
6. 1 2  Nur mit Schleife oder zusätzlichen Infillbalisen. Die Schleife ist zudem nur für durchfahrende Züge aktiv, da sie über eine Balise aktiviert werden muss

Die obenstehende Tabelle zeigt, dass eine praktisch vollständige Überwachung von Zugfahrten nur mit ETCS L1 LS inklusive Geschwindigkeitsüberwachung möglich ist. Gegen hohe und sehr hohe Gefahren bietet auch ZUB einen guten Schutz. Die Umstellung von Integra-Signum auf ETCS L1 LS nur mit Halt-/Warnung-Auswertung bringt – mit Ausnahme der besseren Fehleroffenbarung – keinen Sicherheitsgewinn.

#### Erhöhung der Sicherheit bei den SBB
2011 haben die SBB beschlossen, mit der Migration zu ETCS zusätzlich zu den bereits ausgerüsteten 3200 Signalen weitere 1700 mit einer Geschwindigkeitsüberwachung (Euro-ZUB) nachzurüsten. Mit einer Risikobewertung wurde entschieden, welche Signalstandorte mit Euro-ZUB statt Euro-Signum ausgerüstet werden sollen.
Während vor Gefahrpunkten mit geringem Risiko eine einfache Überwachung – mit Zwangsbremsung am Halt zeigenden und Vorwarnung, jedoch ohne Bremskurvenüberwachung – eingerichtet wurde, hat man vor Gefahrpunkten mit hohem Risiko auch eine Bremskurvenüberwachung umgesetzt.

#### Sicherheitskonzepte der BLS und SOB
Bei der BLS und der Schweizerischen Südostbahn (SOB) war 2014 die Umstellung auf ETCS L1 LS mit Geschwindigkeitsüberwachung bereits weit fortgeschritten. Aus Sicht der beiden Privatbahnen hat eine risikoorientierte Ausrüstung den Nachteil, dass sich bei einer betrieblichen Änderung die Risiken schlagartig ändern. Auf Einspurstrecken, wie sie bei BLS und SOB häufig vorkommen, kann bei einer Zugverspätung ein unbedeutender Bahnhof zu einer wichtigen Kreuzungsstelle werden. Zudem erfolgt die Anpassung der Zugbeeinflussung bei Fahrplanänderungen meistens zu spät.
BLS und SOB haben sich entschlossen, sämtliche Zugfahrsignale mit Geschwindigkeitsüberwachung auszurüsten. Bei der BLS handelt es sich um rund 1300 Signale. Wo es als notwendig erscheint, wird die Geschwindigkeitsüberwachung mit einer Abfahrverhinderung ergänzt. Sie gewährleistet, dass vor einem Halt zeigendem Signal der Zug aus dem Stillstand nicht beschleunigen kann. Die Geschwindigkeitsüberwachung umfasst auch Geschwindigkeitsänderungen und Langsamfahrstellen auf offener Strecke.
Auf den Normalspurstrecken der Transports de Martigny et Régions (TMR) und der Travys sowie die Strecken Erzingen–Schaffhausen, Kreuzlingen–Konstanz und im Raum Basel von DB Netz werden analog BLS und SOB die Signale mit wenigen Ausnahmen ebenfalls mit Geschwindigkeitsüberwachung ausgestattet. Das Dreischienengleis der Rhätischen Bahn (RhB) und das Vierschienengleis der Zentralbahn (zb) migrieren 2019 zu ETCS mit Geschwindigkeitsüberwachung.

### Netzweiter Einsatz von ETCS L2

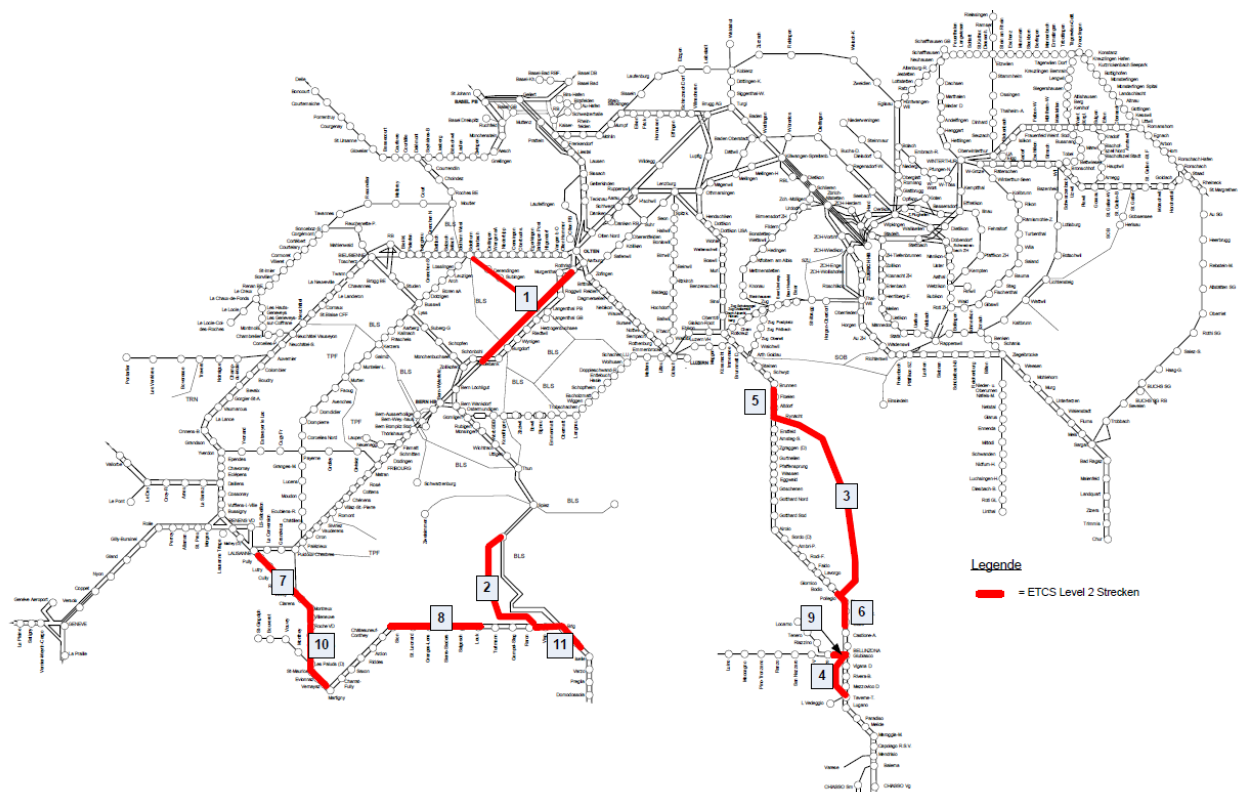
Auf folgenden Strecken soll bis 2020 ETCS L2 in Betrieb sein:
1 Mattstetten–Rothrist und Solothurn–
Wanzwil (Dezember 2004)
2 Lötschberg-Basistunnel (Dez. 2007)
3 Gotthard-Basistunnel (2016)
4 Ceneri-Basistunnel (2020)
5 Brunnen (exkl.)–Altdorf–Rynächt
(August 2015)
6 Osogna – Claro
(Dezember 2015)
7 Pully–Villeneuve (April 2017)
8 Sion–Sierre (2018)
9 Giubiasco–S.Antonino (Mai 2018)
10 Roche VD–Vernayaz (202x)
11 Visp–Simplon (202x)

ETCS L2 kommt im Gotthard-Basistunnel seit der Eröffnung 2016 zum Einsatz. Die Zulaufstrecken Brunnen–Altdorf–Rynächt und Pollegio Nord–Castione Nord wurden bereits 2015 auf ETCS Level 2 umgerüstet. Der Ceneri-Basistunnel wird[veraltet] ebenfalls direkt mit ETCS L2 in Betrieb genommen werden.
Für die netzweite Einführung von ETCS Level 2 legten die SBB dem BAV im Dezember 2016 einen Migrationsplan in zwei Varianten vor:
- Variante 1: Würde ETCS Level 2 beim Ersatz abgängiger Stellwerke eingeführt werden, wäre eine Migration bis 2060 und 9,5 Milliarden Franken Kosten die Folge. Unter anderem würden zwischenzeitlich bis zu 230 Levelübergänge mit Gesamtkosten von 0,6 Milliarden Franken erforderlich.[39]
- Variante 2: Eine zweite Variante sieht vor, ab etwa 2025 binnen 13 Jahren alle Stellwerks-Innenanlagen durch neuartige ETCS-Stellwerke[40] zu ersetzen, zu Kosten von etwa 6,1 Milliarden Franken. Die Machbarkeit dieser Variante wird bis Ende 2019 geprüft.[39]
- Basis: Ein blosser Erhalt der konventionellen Leit- und Sicherungstechnik würde demnach ebenfalls 6,1 Milliarden Franken kosten.[39]

Ab 2018 müssen alle Neufahrzeuge mit ETCS ausgerüstet werden. Das BAV hatte im August 2011 entschieden, dass ab  2025 beim Ersatz von Stellwerken nur noch ETCS L2 eingesetzt wird. Damit erhöht sich die Sicherheit, weil ETCS L2 die Geschwindigkeit der Züge permanent überwacht. Auf Strecken mit Güter- und Personenverkehr kann die Kapazität bis 15 Prozent gesteigert werden. Weil ein Aussensignal mindestens 6 Sekunden vom Triebfahrzeugführer gesehen werden muss, können auf kurvenreichen Strecken Signale oft erst nach grösserer kurvenfreier Distanz installiert werden, was die Streckenkapazität vermindert. Mit ETCS L2 fällt dieser Nachteil weg, weil alle Informationen ohne Zeitverzug am Bildschirm angezeigt werden.
Während bis 2015 ETCS L2 ausschliesslich auf Neubaustrecken eingesetzt wurde, kommt ETCS L2 seitdem auch im Zusammenhang mit der Erneuerung von Stellwerken auf verschiedenen Abschnitten der Gotthardstrecke zum Einsatz. Damit wird erstmals ETCS L2 in mittelgrossen Bahnhöfen angewendet. Als Vorbereitung auf den netzweiten Einsatz von ETCS L2 wurden[veraltet] verschiedene Anwendungsfälle auf ihre Betriebstauglichkeit überprüft. Auf den nach ETCS L2 umgebauten Strecken können nur noch Fahrzeuge mit ETCS-Vollausrüstung verkehren. Deshalb können seit 2015 Züge ohne ETCS nicht mehr auf die Gotthard-Bergstrecke gelangen.
Bei der Gotthardbahn kam erstmals in der Schweiz ETCS nach SRS 2.3.0d zum Einsatz. Bei den zuvor in Betrieb genommenen Level-2-Projekten wurde SRS 2.2.2+ verwendet. Nachdem zur Inbetriebnahme auf beiden Streckenabschnitten gehäuft Störungen auftraten, hatte sich die Situation bis zum Frühjahr 2016 entschärft und dieselbe Zuverlässigkeit wie zuvor erreicht. Noch bestehende ETCS-Probleme auf einzelnen Fahrzeugtypen wurden in Zusammenarbeit mit den Fahrzeugherstellern beseitigt.
Im April 2017 ging auf der Strecke Lausanne–Villeneuve mit kleineren Startproblemen die Ausrüstung mit ETCS L2 in den Wirkbetrieb. Nach Angaben von 2013 sollten erstmals die ETCS-Funktionen Vereinigen, Trennen und Wenden im Regelbetrieb zum Einsatz kommen. Die Serienreife von ETCS Level 2 sollte 2020 erreicht werden.
Auf dem Abschnitt Sion–Sierre sollte in der Nacht zum 28. Oktober 2018 erstmals in der Schweiz eine ETCS L2-Lösung mit Infrastrukturausrüstung von Siemens in Betrieb genommen werden. Dabei wurden die definierten Funktionen von ETCS L2 auf die reale Infrastruktur bisheriger Bahnanlagen in einem vorhandenen elektronischen Stellwerk implementiert. Dies umfasste technische Schnittstellen (z. B. Rangiersignale) sowie im Rahmen der anspruchsvollen betrieblichen Abläufe die Prüfung bestehender Vorschriften und Regelwerke. Dies spielte zuvor bei der Implementierung auf Neubaustrecken unter Ausschluss von Bahnhöfen noch keine Rolle.
| RBC      | Bahnstrecke                                 | Aktuelle SRS |
| Olten    | Mattstetten–Rothrist und Solothurn–Wanzwil  | 2.2.2+       |
| Frutigen | Lötschberg-Basistunnel                      | 2.3.0d       |
| Axen     | Brunnen (exkl.)–Altdorf                     | 2.3.0d       |
| GBT      | Gotthard-Basistunnel                        | 2.3.0d       |
| CBT      | Ceneri-Basistunnel mit Giubiasco und Lugano | 2.3.0d       |
| Lavaux   | Lausanne (exkl.)–Villeneuve                 | 2.3.0d       |
| Claro    | Osogna – Claro                              | 2.3.0d       |
| Valais   | Sion – Sierre                               | 2.3.0d       |
| Rovio    | Melide – Capolago                           | 2.3.0d       |

Im Juni 2025 schlossen die BLS Netz und die Siemens Mobility einen Rahmenvertrag in Höhe von 110 Millionen Euro zur Erneuerung der Leit- und Sicherungstechnik und Ausrüstung mit ETCS Level 2 und einen ersten Abruf für die Bahnstrecke Bern Fischermätteli–Schwarzenburg 2029.

## Kritik

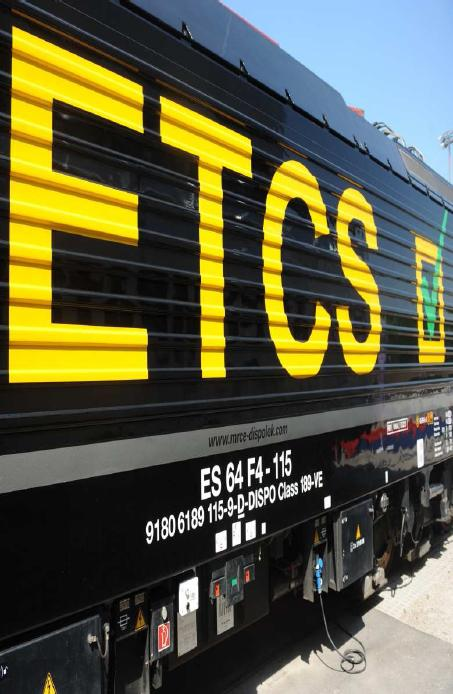
Die MRCE ES 64 F4-115 (189 115) macht Werbung für ETCS.

Zwischen 2002 und 2007 wurden 610 Millionen Franken in die Beschaffung und Erprobung des Systems investiert. Um das Schweizer Netz der Interoperabilität zu öffnen, werden weitere 300 Millionen Franken für die Ausrüstung des Netzes mit ETCS L1 LS eingesetzt. Die Preise für eine ETCS-Fahrzeugausrüstung nähern sich den bisherigen Preisen von ZUB und Integra-Signum an. Einen nennenswerten Sicherheitsgewinn bringt die Umrüstung von Integra-Signum und ZUB auf ETCS L1 LS nicht. Für eine weitere Nachrüstung von 1700 Signalen mit den Funktionen Geschwindigkeitsüberwachung zwischen Vor- und Hauptsignal und Abfahrverhinderung stehen nur 50 Millionen Franken zur Verfügung. Bei den SBB bleiben von rund 11'000 Signalpunkten etwa 6000 ohne Geschwindigkeitsüberwachung. Im Gegensatz zur Europäischen Union wird ETCS in der Schweiz nicht durch öffentliche Mittel gefördert.
Mit der Umstellung konventioneller Strecken auf ETCS L2 wurde ab 2015 der Netzzugang für Fahrzeuge ohne ETCS eingeschränkt. Für historische Züge wurde noch keine Lösung gefunden, um auf Streckenabschnitten mit ETCS L2 fahren zu können.
Beim Rangieren werden mit die meisten Unfälle im Bahnbetrieb verursacht, weil dabei die Zugbeeinflussungen nicht vorhanden sind oder ausser Kraft gesetzt werden. Bei der praktischen Einführung von ETCS wurden diese Funktionen aufgrund der Komplexität und verschiedener örtlichen Gegebenheiten bisher nicht umgesetzt. Auch setzte der bisher verwendete Funkstandard GSM-R der Verwendung in grösseren Bahnhöfen Grenzen. Mit dem Entwicklungsstand von SRS 3.6.0 sind aber die regulatorischen Voraussetzungen gegeben, ohne lokale oder nationale Sonderlösungen auch den Bahnhofsbetrieb sicherer durchzuführen. In der Schweiz dient dazu das in Wallisellen eingerichtete Testzentrum.
Für Fahrzeuge ohne ZUB-Bordausrüstung gelten auf dem ganzen Netz die verschärften Regeln des ETCS-Betriebs, die zu zusätzlichen Geschwindigkeitsreduktion zwingen, um heftige Zwangsbremsungen zu vermeiden. Diese können insbesondere im Zug stehende Fahrgäste gefährden. Lokomotivführer berichteten, dass ETCS bereits bei einer Geschwindigkeitsüberschreitung von 0,1 km/h ohne Vorankündigung Zwangsbremsungen auslöste. Diese und weitere Einschränkungen führen nach Aussagen der SBB bei der Einfahrt in einen Bahnhof zu Fahrzeitverlusten von etwa 20 Sekunden.
Im Gegensatz zum ZUB-Betrieb reicht die ETCS-Überwachungskurve nicht bis zum Stillstand. Die automatische Befreiung bei 15 km/h führt zu einem Restrisiko. Verliert ein Lokomotivführer in dieser Phase seine Handlungsfähigkeit, kann der Zug unkontrolliert weiterrollen und in einem Kopfbahnhof ungebremst auf den Prellbock treffen.

## Kosten
Nach einer Betrachtung in der Schweiz entfallen bei der Umrüstung von 25 Fahrzeugen einer Baureihe ungefähr 30 bis 40 Prozent auf die ETCS-Komponenten, 10 Prozent auf deren Inbetriebnahme, 10 bis 20 Prozent auf notwendige technische Anpassungen am Fahrzeug sowie 20 bis 50 Prozent auf die einmalige Erarbeitung der Implementierung.
Die hohen Kosten einer ETCS-Fahrzeugausrüstung sind von den Güterverkehrsunternehmen zu tragen, die im Wettbewerb mit der Strassentransport stehen. Die langen Abschreibungszeiträume bei Bahnfahrzeugen und -anlagen sowie der geringere Anteil des Triebfahrzeuges in Relation zur Transportmenge in Tonnenkilometern rechtfertigen aber die Investitionen.
Als Investitionsunterstützung für die Eisenbahnverkehrsunternehmen gibt es unter bestimmten Bedingungen für die ETCS-Nachrüstung der eingesetzten Fahrzeuge bis Ende 2024 einen günstigeren Trassenpreis. Die ETCS-Vollausrüstung eines Triebfahrzeugs oder Steuerwagens kostet mehrere hunderttausend Franken. Für die Planung und Projektierung kommt pro Fahrzeugtyp ein Betrag in gleicher Grössenordnung dazu.
Streckenseitig sollen durch ETCS L1 LS und die individuelle Bewertung der Gefahrenpunkte rund 50 Prozent weniger Kosten anfallen als bei einer ETCS-Vollüberwachung (Geschwindigkeits- und Bremskurvenüberwachung) aller Gefahrenpunkte. Die Verschiebung der Vollausrüstung mit ETCS L2 auf den Zeitpunkt der technischen Obsoleszenz der Stellwerkstechnik macht die Migration besser planbar und nutzt die vorhandenen Investitionen besser aus. Zudem kann mit einem Sinken der Ausrüstungspreise seitens der Lieferanten sowie einer kontinuierlichen Qualifikation der Fachkräfte die finanzielle Belastung reduziert werden.